# Bayardo Arce Castaño
Bayardo Arce Castaño (21 de marzo de 1949- ) es un político y empresario nicaragüense, actualmente bajo prisión por el régimen de Daniel Ortega
Bayardo Arce fue uno de los Comandantes de la Revolución Sandinista. De profesión periodista, ha ocupado cargos en los diferentes gabinetes de los gobiernos que el Frente Sandinista de Liberación Nacional ha encabezado. Encargado de diferentes temas económicos del partido y del gobierno, ha desarrollado una actividad empresarial después de la derrota electoral del FSLN en febrero de 1990. En el gabinete de gobierno encabezado por Daniel Ortega surgido de las elecciones del año 2006, Bayardo Arce es asesor económico de la Presidencia de la República.

## Biografía
Nació en Managua, el 21 de marzo de 1949 en el seno de una familia antisomocista. Hijo de Guillermo Eduardo Arce Cabrera y de Luisa Amanda Castaño Rosales, periodista de línea editorial antisomocista que murió en 1957 como consecuencia de una paliza como revancha por unas informaciones publicadas en su periódico que denunciaban el comportamiento de un funcionario del gobierno de Somoza. Tiene cinco hermanos, cuatro varones y una mujer.
Estudió periodismo y se integró en el Frente Sandinista de Liberación Nacional de la mano de Marlen Chow, quien entonces era su pareja sentimental. Con ella tuvo un hijo, Javier. Se integró en la lucha guerrillera entre (1967-1979), cuando el FSLN sufrió grandes pérdidas de militantes en diferentes acciones bélicas.
Junto a Óscar Turcios, José Benito Escobar y Olga Avilés, se encargó de la reconstrucción de las estructuras del FSLN en León después de la represión que mermó a la organización revolucionaria en 1970. Durante ese tiempo alternaba su labor subversiva con su trabajo de periodista en el periódico La Prensa donde reclutó a varios compañeros para las filas del FSLN.
Trabajo en la Radio El Mundo bajo la dirección de Don Rodolfo Tapia Molina, quien lo mantuvo trabajando sin darle de alta en la plantilla de la emisora.
El 19 de julio de 1979 entró triunfante en Managua, procedente de Matagalpa, después de haber tomado Boaco.
Desde 1979 hasta 1984 fue Coordinador de la Comisión Política de la Dirección Nacional del FSLN, pasando luego al cargo de vice-coordinador de la Comisión Ejecutiva de la Dirección Nacional y del Consejo de Estado. Se encargó de las cuestiones ideológicas, de la atención a los militantes y de la representación del partido dentro y fuera de Nicaragua.
En 1991 fue miembro de la Dirección Nacional en el Primer Congreso del FSLN y reelecto en el Congreso de 1994 hasta 1998, cuando renunció a volver a ocupar el cargo.
Entre 1990 y 1995 perteneció al consejo editorial del diario Barricada y fue también presidente de la junta directiva de Editorial El Amanecer. Entre los año 1990 y 2000 presidió la junta directiva de Radio Comunicaciones Nicaragüenses S.A., que emite Radio Sandino. Ha mantenido cargos en la sociedad Fininsa Panamá S.A. y ha sido accionista del banco Interbank.
En 1996 fue elegido diputado nacional por su partido. 
En 1990 fue ratificado como miembro del directorio nacional del FSLN y en 1996 fue elegido diputado nacional. En el 2001 fue reelegido diputado nacional. En el gabinete surgido de las elecciones de 2006, Bayado Arce es asesor económico de la Presidencia de la República y miembro del Consejo Editorial de la Revista Visión Sandinista.
El 28 de julio de 2025 fue puesto bajo arresto domiciliario, después de que su casa fue allanada por la policía la noche anterior. Al día siguiente fue detenido por supuestamente hacer negocios ilegales y no presentarse ante la Procuraduría General de la República.

## Asesor económico
Arce se convirtió en la personificación del nuevo rumbo económico del sandinismo, basado en la consolidación de la oligarquía nicaragüense bajo el control del gobierno. Arce logró establecer una cooperación empresarial entre la cúpula del FSLN y el Consejo Superior de la Empresa Privada (COSEP). Los magnates financieros privados fueron una fuerza influyente que contribuyó a la oportunidad de Ortega de postularse para un segundo mandato en 2009, a pesar de la prohibición constitucional. Arce demostró su capacidad para dialogar e infundió confianza en los ricos. Esto se convirtió en un elemento clave de la política del presidente Ortega.
Promovió activamente diversos proyectos de energía e infraestructura, entre los que destacan la central hidroeléctrica de Tumarín y la construcción del Canal de Nicaragua. Su doctrina económica presupone una estrecha cooperación con Venezuela, Brasil, China, Rusia y Estados Unidos, y un enfoque diversificado para atraer inversión extranjera. Dirige la "cámara de amistad" nicaragüense-china y participa en la importación y venta de productos de China Motor. En la cúpula política del FSLN, Bayardo Arce mantiene una alianza con el curador del servicio de seguridad del partido, las campañas electorales y el sistema judicial, Lenín Cerna. Prefiere mantenerse en la sombra y, en palabras, se distancia de la política. Actúa como mediador-moderador en los conflictos entre miembros de la élite sandinista, especialmente Lenin Serna y Rosario Murillo.
Actualmente soy asesor económico del presidente. ¿Cuándo me jubilaré del servicio público? No depende de mí, sino de Daniel.
Bayardo Arce, 2013.

## Controversia
Bayardo Arce ha sido acusado de montar una infraestructura económica y empresarial basada en los bienes económicos asignados al FSLN cuando éste perdió las elecciones de 1990. Este patrimonio, compuesto por bienes inmuebles, recursos financieros, acciones en sociedades, empresas y otros innumerables bienes muebles, fue utilizado para la constitución de 44 empresas, las cuales, después de diferentes problemas, han dado paso a otras con capitales más sólidos y más rentables. Estas acciones, junto a otros negocios empresariales que ha emprendido, han sido muy criticadas por la oposición sandinista y los diferentes partidos y personalidades que se han separado de la línea oficial del Frente Sandinista de Liberación Nacional.
Es el único comandante de la revolución sandinista que apoya a Daniel Ortega. 